# Regionalism (politik)
Regionalism är en ideologi eller politisk hållning som fokuserar på en bestämd region eller grupp av regioners intressen. Regionalismen eftersträvar att regionen eller regionernas betydelse och inflytande ökar, och i förlängningen att nationalstaternas roll tonas ned.